# Trionychoidea
Os Trionychoidea são uma superfamília de Tartarugas da ordem "Testudines" que engloba as espécies que são comumente referidas como "tartarugas soft-shelled", assim como mais algumas. Estas podem ser encontrados em qualquer região com um clíma ameno por todo o mundo.
Os trionychoidea são tradicionalmente compostos por uma única família, duas subfamílias e 14 géneros. No entanto, recentemente percebeu-se que a suposta "Kinosternoidea" é na verdade originária de uma ramificação da Trionychoidea o que contradiz o príncipio de que estavam intimamente relacionados entre si, como se acreditava inicialmente. Estas duas famílias não possuem as características apomorfias do Trionychoidea, contudo possuem algumas características derivadas do Trionychoidea que, além disso evoluíram independentemente umas das outras.
As principais características do corpo mole destas tartarugas estão associadas com a quase completa adaptação à vida aquática. A carapaça é coberta por uma pele macia, que pode ser lisa, enrugada, ou, mais raramente, pontilhada com espinhas salientes. Todas estas tartarugas têm uma carapaça lisa e patas que se adequam à natação, com membranas interdigitais.

## Classificação

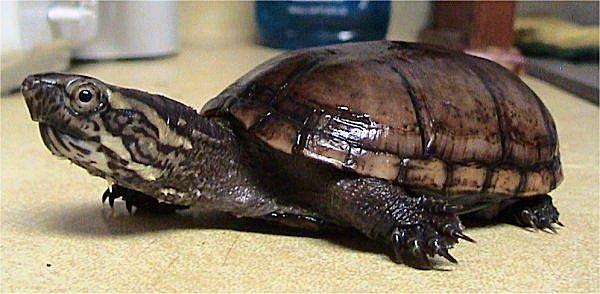
Trionychoidea, esta é uma tartaruga lama oriental (Kinosternon subrubrum), uma espécies primitiva das verdadeiras soft-shells, sendo que ainda tem uma típica carapaça rígida de tartaruga.

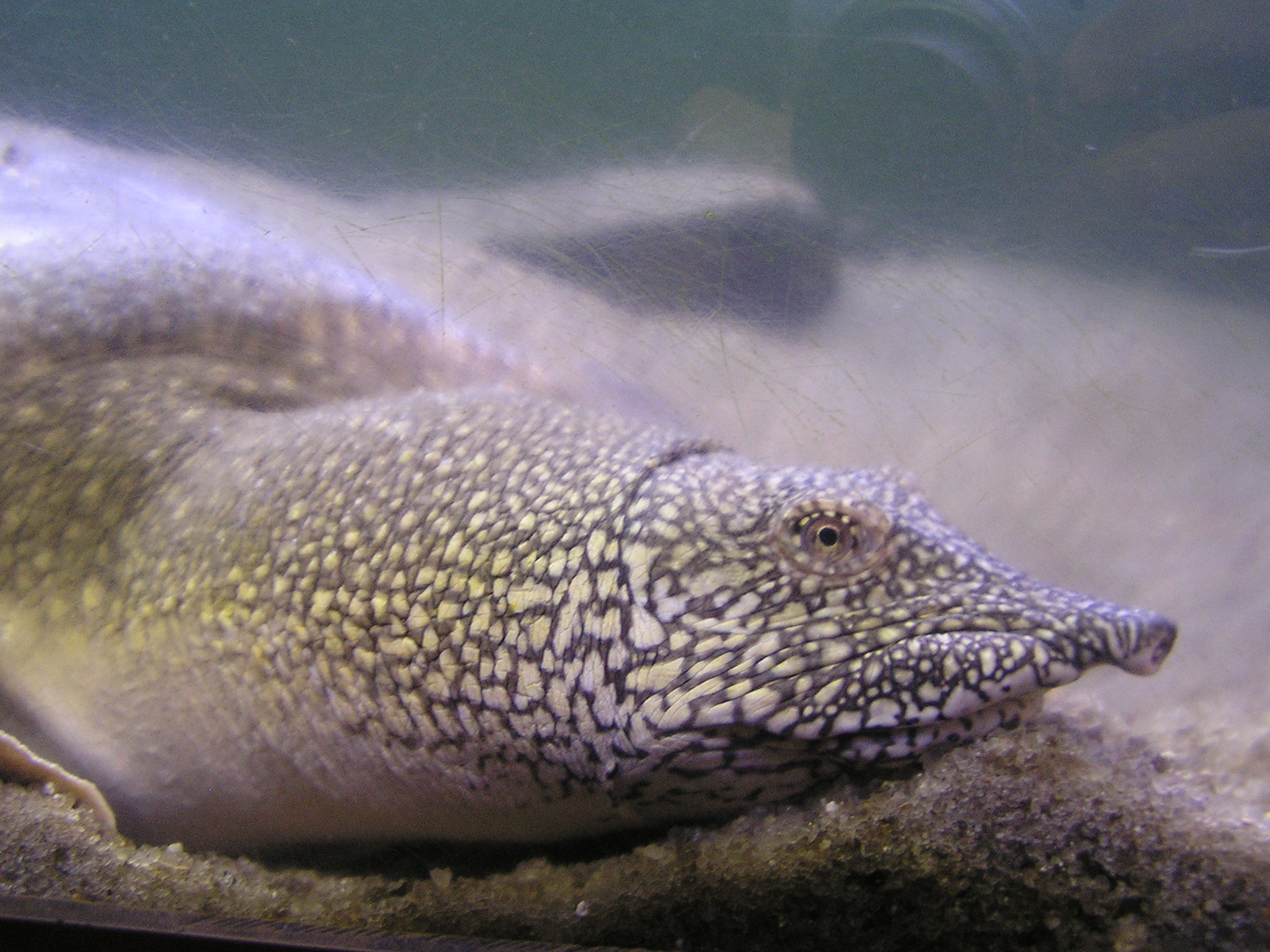
Trionychoidea

### Taxonomía
- Família Adocidae †
  - Subfamília ?
    - Gênero Adocus
    - Género Ferganemys
    - Género Isanemy
    - Género Mlynarskiella
    - Género Shachemydinae
    - Género Shachemys
    - Género Shineusemys
    - Género Sineusemys[3]
- Família Trionychidae
  - Palaeotrionyx †
  - Subfamília Cyclanorbinae
    - Género Cyclanorbis
    - Género Cycloderma
    - Género Lissemys

  - Subfamília Trionychinae
    - Género Amyda
    - Género Apalone
    - Género Aspideretes
    - Género Chitra
    - Género Dogania
    - Género Nilssonia
    - Género Palea
    - Género Pelochelys
    - Género Pelodiscus
    - Género Rafetus
    - Género Trionyx
- Família Carettochelyidae
  - Subfamília Carettochelyinae 
    - Género Carettochelys